# Lactel
Lactel — бренд молочных продуктов французской агропродовольственной группы Lactalis.

## История
В 1921 году Альбер Жозеф Дешам (основатель, президент и директор) и Жак Мазурель (ассоциированный основатель) создали вместе в Туркуэне с целью борьбы с туберкулёзом французскую молочную ферму Lactella Nutricia Scientific Dairy (к которой очень быстро присоединился Оскар Ламбре в совете директоров, также назвавший своим именем университетскую больницу Лилля). Промышленная молочная ферма, известная как Compagnie Générale d'Alimentation Lactée, была основана в районе Бланш Порт по адресу 23 Avenue des Flocons.
В 1932 году компания Lactella создала бренд «Lactel». После смерти Дешама в 1948 году его партнёр Мазурель обеспечил преемственность производства Lactella до 1958 года. Затем здание Lactel было пристроено Союзом торговцев продуктами питания (UNA) к компании Lactella.
В 1967 году бренд Lactel был приобретён холдинговой компанией United Farmers. В 1984 году, прежде чем группа изменила своё название на Lactalis, Бенье приобрёл бренд Lactel.

## Продукция
Под брендом Lactel выпускается ультрапастеризованное молоко в картонных коробках или бутылках:
- Нормализованное молоко (обезжиренное, полуобезжиренное, цельное).
- Нормализованное молоко из сырого молока из сертифицированного органического земледелия.
- Детское молоко (марка Eveil).
- Стандартизированное витаминное молоко (марка Bol de vie).
- Ароматизированное нормализованное молоко (торговая марка Lactel Max).
- Стандартизированное и безлактозное молоко (марка Matin léger).
- Кисломолочные продукты (торговая марка Laban).

## Производство сельскохозяйственной продукции
Охлаждённое сырое молоко закупается у фермеров и заводчиков, заключивших контракт с Lactalis, собирается, смешивается и транспортируется на заводы парного молока. Во Франции французское происхождение молока указывается на упаковке, в соответствии с законодательством, и для информирования потребителей. После прохождения контроля качества сырое молоко нормализуется в жир, стерилизуется и упаковывается в упаковку (картонную коробку или бутылку), обеспечивая срок годности в несколько месяцев.
Переработка сырого молока и упаковка нормализованного молока осуществляется на 6 заводах во Франции и Бельгии:
- Клермон
- Родез
- Монтобан
- Пти-Файи
- Витре
- Walhorn (Бельгия)